# Somatochlora whitehousei
Somatochlora whitehousei ist eine Smaragdlibellenart aus der Familie der Falkenlibellen (Corduliidae), die zu den Großlibellen (Anisoptera) gehören. Sie lebt in Kanada.

## Merkmale
Die Imago von Somatochlora whitehousei misst zwischen 46 und 48 Millimeter, wovon 33 bis 38 Millimeter auf den Hinterleib (Abdomen) entfallen, was innerhalb der Gattung durchschnittlich bis klein ist. Das kurze Abdomen ist auf dem dritten Segment eingeschnürt und weitet sich dann bis zum siebten Segment um sich dann abermals zu verjüngen. Dazu kommt ein heller apikaler Ring auf dem zweiten Segment. Der kurze und breite Genitallappen der Männchen ist stark behaart.
Der Teil des Brustkorbes Thorax an dem die Flügel ansetzen, der sogenannte Pterothorax ist im vorderen Bereich dunkel olivfarben und schimmert an den Seiten teilweise bläulich. Die hellen Streifen auf dem Pterothorax sind breit und kurz. Die Beine sind schwarz. Die Hinterflügel messen 26 bis 30 Millimeter. Die Flügel sind durchsichtig und besitzen im Hinterflügel der Männchen einen braunen Flecken im Analbereich.
Im metallisch grünen Gesicht ist nur der Anteclypeus gelblich. 

## Verbreitung und Flugzeit
Die Art ist in Kanada verbreitet. Sie fliegt zwischen Juni und August.